# جان اس. هریس
جان اس. هریس (به انگلیسی: John S. Harris) سناتور سابق عضو حزب جمهوری‌خواه ایالات متحده آمریکا بود. وی در سال ۱۸۶۸ تا ۱۸۷۱ میلادی سناتور ایالت لوئیزیانا در سنای ایالات متحده آمریکا بود.